# Federació Aèria Catalana
La Federació Aèria Catalana és l'organisme rector de l'aviació esportiva, agrupa i coordina tots els esports aeris que es practiquen a Catalunya, i s'encarrega d'ordenar, impulsar i dirigir l'activitat aèria esportiva. Organitza les principals competicions de les diverses disciplines que es disputen a Catalunya. Forma part de la Unió de Federacions Esportives de Catalunya.

## Història
L'aviació a Catalunya va néixer l'11 de febrer de 1910, quan l'Associació de la Locomoció Aèria, que havia nascut a finals de 1907, va organitzar una exhibició del primer vol a l'estat espanyol amb un avió propulsat a motor. El 1916 es van crear l'Aero Club de Catalunya i l'Escola Catalana d'Aviació. Les diverses entitats d'aviació que es van anar creant com l'Aero Popular, i els Aeroclubs de Sabadell, Lleida i més tard Girona i la Cerdanya es van agrupar en diferents associacions, el 1926 es va constituir la Lliga Aeronàutica de Catalunya, i a principis de 1933 la Federació Catalana de Vol a Vela, i finalment, el 24 d'abril de 1933, la Federació Aeronàutica Catalana (FAC), adherida a la Federació Aeronàutica Espanyola i amb el suport de la Federació Aeronàutica Internacional (FAI). L'any 1936, a conseqüència de la Guerra Civil espanyola, es va dissoldre la Federació Aeronàutica Catalana i va quedar prohibida tota activitat aèria esportiva a Catalunya per donar prioritat a l'aviació civil i militar. Al cap d'un temps, l'aviació esportiva catalana es va anar aglutinat al voltant de l'Aeroclub Barcelona-Sabadell fundat el 1953, i el 1954 va començar a organitzar la Volta Aèria a Catalunya, la competició de més tradició de l'estat espanyol. El 1961 es va crear la Federació Espanyola d'Esport Aeri, que es va organitzar territorialment en federacions provincials, entre elles les de Barcelona, Tarragona, Lleida i Girona. Però no va ser fins a finals dels anys setanta que, gràcies a la iniciativa de Joan Amigó, Manel Sánchez i Jaume Fortuny, es van fer les gestions per tornar a crear la Federació Aeronàutica Catalana, que amb el nom de Federació Aèria Catalana va ser oficialment refundada a principis de 1982 i el 1986 va adquirir entitat jurídica pròpia amb nou àrees d'activitat diferents: l'aeromodelisme, l'aerostació, l'ala delta, la construcció amateur, els estels, el paracaigudisme, el parapent, el paramotor, els ultralleugers, el vol a motor, el vol a vela, el vol acrobàtic, el vol de muntanya i el vol virtual. Ha coorganitzat campionats internacionals com el Campionat d'Europa d'Aeroestació el 1990; va donar suport al vol transatlàntic en globus en què es van assolir cinc rècords del món el 1992; la Copa FAI de caiguda lliure a Girona el 1994, o el Campionat del Món de Vol Lliure a Àger el 1996. L'aviadora catalana Mercè Martí també va assolir èxits importants a la Volta al Món Aèria i al Ral·li Interamericà amb el seu suport. També coorganitza nombrosos festivals i trobades aèries arreu de Catalunya, com la Festa al cel o la Fira Aerosport. El 2001 va rebre la Placa al Mèrit del Transport.

## Presidents

### Josep Canudas Busquets(1933-1936)
Pilot i cofundador de l'Aeroclub de Catalunya l'any 1915, Josep Canudas va ser un dels pioners de l'aviació catalana, i el 1933, quan es va constituir la Federació Aeronàutica de Catalunya, es va convertir en el seu primer president, càrrec que va ocupar fins que va cessar la seva activitat en esclatar la Guerra Civil.

### Joan Amigó Freixas(1982-1989)
Advocat de professió i pilot esportiu, va ser elegit president el 1982. Des de 1978, era el president de la Federació Provincial de Barcelona d'Esport Aeri, depenent de la Federación Española de Deporte Aéreo (FEDA), de la que també va ser secretari general. Es va treure el títol de pilot el 1962 i el 1967 i es va proclamar guanyador de la Volta a Europa amb l'equip espanyol i va ser tercer en la classificació individual com a copilot de José María Pérez de Lucía. Practicant d'altres esports com el tennis, l'esquí o la navegació, ha seguit pilotant avions fins passats els 80 anys. Després de la seva etapa de vuit anys al capdavant de la Federació Aèria Catalana es va donar a conèixer com a advocat amb el plet que va mantenir amb la multinacional Nike per la utilització del nom d'aquesta marca a Espanya, que havia comprat a un fabricant de mitjons.

### Francesc Roura Carreras(1989-1999)
Pioner de l'aeromodelisme per radiocontrol en l'Aeroclub Barcelona-Sabadell, va ser president entre 1989 i 1999, i posteriorment es va quedar com a vocal a la junta directiva.

### Joan Alsina Deu(1999-2000)
També procedent de l'aeromodelisme, va presidir un any la federació, de 1999 a 2000, però n'havia estat deu a la junta directiva com a cap de l'Àrea de Vol, tresorer i vicepresident abans d'arribar a la presidència. S'havia iniciat en l'aviació l'any 1953 a l'Escola de vol sense motor militar de Monflorite (Osca), després va obtenir el títol privat d'aviació amb motor i va conèixer l'aeromodelisme. Va participar en moltes competicions i voltes Aèries com a membre de l'Aeroclub Barcelona-Sabadell. Al marge de pilot, Joan Alsina també era un gran radioaficionat i va ser president del Radioclub Barcelona.

### Àngel Ibáñez Pané(2000-2016)
Màxim responsable de l'Aeroclub Aviadores de Montaña de Aragón, situat a Castejón de Sos (Osca), va ser elegit president l'any 2000 i posteriorment va ser reelegit tres vegades més en el càrrec, la darrera a principis de 2012. Es va iniciar en l'aviació amb el vol d'ultralleugers i el 1999 es va convertir en promotor i gestor del camp de vol de muntanya de El Raso, a Castejón de Sos, a la comarca de la Ribagorça d'Osca, als peus de l'Aneto. La seva afició per l'aviació el va portar a partir de l'any 2000 també a la de l'Asociación de Pilotos de Montaña de España (APME). Al mateix temps, també és membre de la junta directiva de la Real Federación Aérea Española i de la Asociación de Propietarios y Pilotos de Aeronaves (AOPA)

### Hèctor Rodríguez Pascual (2016-)
Començà al món de l'aviació a través de la simulació i el vol virtual. L'any 2002 va organitzar una trobada nacional a l'aeròdrom d'Igualada Òdena i va fundar l'Associació Esportiva Catalana de Simulació Aèria (Simucat). L'Associació va unir-se a la Federació Aèria Catalana donant lloc a la creació de l'àrea de Vol Virtual i a l'acceptació d'aquesta modalitat com a esport al Consell Català de l'Esport de la Generalitat de Catalunya. Va ocupar el càrrec de cap d'àrea de vol virtual fins a l'any 2012, quan va passar a ocupar aleshores el càrrec de vicepresident segon de la Federació Aèria. Durant aquests anys es llicencià com a pilot privat i pilot d'ultralleugers, participant a diversos campionats de rallie i d'air navigation race. L'any 2016 va prendre el relleu a Àngel Ibàñez iniciant un nou projecte de remodelació i modernització de l'entitat.

## Artícles relacionats
- Història dels esports aeris a Catalunya